# New Sensation
"New Sensation" é uma música do grupo de rock australiano INXS. Foi o terceiro single do seu álbum de 1987, Kick. A música foi escrita por Andrew Farriss e a letra de Michael Hutchence. A música chegou no. 3 na Billboard Hot 100 nos Estados Unidos, no. 9 na Austrália, no. 25 no Reino Unido, e no. 8 no álbum Rock Tracks nos EUA.
A música apresenta um solo de sax de Kirk Pengilly e letras sobre um estilo de vida festeiro. A primeira linha "Live, baby, live", foi posteriormente referenciada no título do lançamento da banda em 1991, Live Baby Live.
O vídeo da música foi filmado no telhado da Câmara Municipal de Praga e dirigido por Richard Lowenstein.
INXS e JD Fortune apresentaram a música na AFL Grand Final de 2010 junto com "Suicide Blonde". A música também foi a primeira faixa a ser tocada no London Astoria. Mais tarde, foi gravada pela banda galesa The Automatic na apresentação final no local em 2009.  
Em fevereiro de 2014, após a exibição do canal 7 da minissérie "INXS: Never Tear Us Apart", "New Sensation" foi novamente exibido na Austrália por meio de vendas de downloads. Chegou a posição 56 na tabela de singles da ARIA.  
Em janeiro de 2018, como parte do "Ozzest 100" do Triple M, as músicas 'mais australianas' de todos os tempos, "New Sensation" foram classificadas como número 44.

## Certificações
| Região                                                                                                  | Certificação | Vendas   |
| --- | ------------ | -------- |
| Reino Unido (BPI)                                                                                       | Prata        | 200,000^ |
| *números de vendas baseados somente na certificação ^números de vendas baseados somente na certificação |              |          |

## Cover
A banda de rock alternativo Snow Patrol cobriu a música para a compilação Late Night Tales. Sua interpretação foi recebida positivamente pela revista Hot Press, que escreveu que a música havia sido "bem e verdadeiramente patrulhada". A música foi apresentada em uma estação de rádio no relançamento de 2014 para Grand Theft Auto V na estação Non-Stop-Pop FM.